# Кузнецов, Иван Александрович (художник)
Иван Александрович Кузнецов (23 мая 1908 — 1 мая 1987) — советский художник. Основная тема его работ — иллюстрации к русским народным сказкам.

## Биография
Родился 23 мая 1908 года в деревне Монетово Никольского уезда Вологодской губернии (ныне Костромская область). Он был двенадцатым ребёнком в семье. Мальчик горячо любил еловые леса своего края, с интересом наблюдал за всяким лесным зверьём. И на любом найденном клочке бумаги, на любой стенке пытался изобразить то, что жило в его памяти и воображении. Как-то разрисовал солдатиками унылый забор перед своей избой. За это отец его крепко побил и заставил закрасить все рисунки густой серой краской.
После окончания в селе Вохма школы крестьянской молодежи Иван решил осуществить свою самую заветную мечту — уехать учиться дальше. Он нанимается табельщиком на лесосплаве по Ветлуге и Волге. Заработанные деньги позволили добраться до Ленинграда, но там не удалось никуда поступить. Потом он попал в Москву. В столице бродяжничал, рисовал «с натуры» по пивным и ночлежкам. Случайно встреченный им журналист « Крестьянской газеты» увидел его рисунки и решил пристроить парня в свою газету. Поначалу Иван только наклеивал марки и писал на бандеролях адреса подписчиков в экспедиционном отделе газеты, потом его переводят в отдел селькоров. Некоторые заметки он сопровождает своими рисунками. Они нравятся редакции и она обращается к Наркому просвещения А. В. Луначарскому с просьбой определить способного молодого человека в художественное учебное заведение.
Так Кузнецов попадает на Московский рабфак искусств при Вхутемасе. В это время там преподавали художники Н. Н. Купреянов и Ф. М. Шемякин.
Окончив рабфак, Иван Кузнецов с 1930 по 1935 год учится в Полиграфическом институте, е основанном на базе Вхутемаса. Здесь его учителями становятся В. А. Фаворский, С. В. Герасимов, М. С. Родионов,
К. Н. Истомин. Особенно большое влияние на становление молодого художника оказывает В. А. Фаворский. Дружба учителя и ученика продолжалась до конца жизни Владимира Андр достижения", «Юный натуралист». Некоторое время становятся В. А. Фаворский, С. В. Герасимов, М. С. Родионов, К. Н. Истомин. Особенно большое влияние на становление молодого художника оказывает В. А. Фаворский. Дружба учителя и ученика продолжалась до конца жизни Владимира Андреевича. Ещё во время учёбы И. А. Кузнецов помещает свои рисунки в журналы «30 дней», «Наши изданные достижения», «Пионер».
В тридцатые годы появляются первые книги, оформленные Иваном Кузнецовым. Как правило, это скромно изданные книжки для детей. Среди них «Мы с приятелем», «А что у вас?» С.Михалкова, «Собака и кот» О.Туманяна . Эти и другие издания были выпущены Детгизом. Кузнецов попал в это издательство в пору его становления. Именно Детгизом (ныне издательство «Детская литература») выпущено большинство книг с его иллюстрациями.
В годы войны И.Кузнецова, уволенного из армии по болезни, направляют на танковые заводы Челябинска и Нижнего Тагила, где он работает художником-конструктором по заданиям Министерства танковой промышленности.
А потом продолжилась его кропотливая работа над книжной иллюстрацией. Самой большой любовью художника Ивана Кузнецова, можно сказать, его судьбой, стал удивительный мир сказки. Обращению
к сказке во многом способствовало близкое знакомство ещё во время работы в «Сверчке» со старшим его однофамильцем Константином Васильевичем Кузнецовым.
В книгах с рисунками Ивана Кузнецова есть сказки разных народов. Готовясь к работе, он собирает огромный этнографический материал, тщательно изучает природу, быт, национальные особенности героев сказки. И, конечно, особенно близка была ему русская сказка. Здесь оживали образы природы и приметы быта, хорошо знакомые ему с малых лет. Тоненькие книжечки с его рисунками, такие, как «Гуси-лебеди», «Сестрица Аленушка и братец Иванушка», «Козел — стеклянные глаза, золотые рога», многие люди старшего поколения помнят с детства.
С пятидесятых годов выходят иллюстрированные художником сборники сказок — «Гора самоцветов», «Русские народные сказки», «Волшебное кольцо», «Чудесная мельница», «Наши сказки». Позднее появляется его известная «Лебедушка», где героиня каждой сказки — добрая, трудолюбивая и сметливая русская женщина.
Среди оформленных Иваном Кузнецовым книг есть и стихи, и проза. С его рисунками вышли сочинения таких авторов, как Е.Благинина и С.Щипачев, К.Паустовский и А.Платонов, Л.Толстой и М.Горький. К особенно любимой художником сказочной тематике он обратился и в своих многим известных гравюрах на линолеуме. Это «Аленушка», «Чудесный ковер», «Летучий корабль», «Жар-птица», «Худой разум».
Все послевоенные годы художник много ездил по России. Побывал на Каме, на Оке, на Байкале, у себя на родине в Вохме. Он снимал комнату в подмосковной Салтыковке и подолгу жил и работал там. Весной 1966 года ему удалось побывать в Италии. Отовсюду он привозил свои чудесные рисунки и акварели, главным образом, пейзажи.
Будучи членом Московского союза художников, Иван Александрович участвовал во многих выставках графики в Москве и других городах. Его большая персональная выставка с успехом прошла в 1972 году в залах художественных мастерских на юго-западе столицы. Уже после ухода художника из жизни были организованы выставки его работ в подмосковной Балашихе, в городе Ирбит Свердловской области, куда дочь передала много его работ. За рубежом его иллюстрации выставлялись во Франции, Италии, Дании, Японии и Мексике.
Оригиналы работ Ивана Кузнецова находятся в разных художественных музеях, в том числе в музее на его родине в Вохме, в Шушенской картинной галерее, в музее изобразительных искусств города Ирбит. Многие оригиналы работ и иллюстрированные им книги хранятся в семье художника, у его дочери.
В последние годы жизни Иван Александрович тяжело болел. 1 мая 1987 года его не стало. Все сказанное этим художником, будь то книжная графика, акварели, рисунки и линогравюры, проникнуто
теплом и добротой. Его творчество близко и понятно всем — и детям, и взрослым.
Оригиналы работ Ивана Кузнецова находятся в разных художественных музеях — в музее на его родине в селе Вохма, в Шушенской картинной галерее, в музее изобразительных искусств в городе Ирбит. Многие работы художника и иллюстрированные им книги хранятся в семье художника, у его дочери.
В последние годы жизни Иван Александрович Кузнецов тяжело болел. 1 мая 1987 года его не стало. Похоронен на Митинском кладбище.